# Castel di Sangro
Castel di Sangro é uma comuna italiana da região dos Abruzos, província de Áquila, com cerca de 5 821 31 de março de 2005 habitantes. Estende-se por uma área de 83 km², tendo uma densidade populacional de 70,13 hab/km². Faz fronteira com Montenero Val Cocchiara (IS), Rionero Sannitico (IS), Rivisondoli, Roccaraso, San Pietro Avellana (IS), Scontrone, Vastogirardi (IS).

## Demografia
| Variação demográfica do município entre 1861 e 2011                               |
|                                                                                   |
| Fonte: Istituto Nazionale di Statistica (ISTAT) - Elaboração gráfica da Wikipedia |